# Mario Ceravolo
Mario Ceravolo (Chiaravalle Centrale, 23 maggio 1895 – Roma, 24 maggio 1973) è stato un politico, medico, umanista, scienziato e poeta italiano.

## Biografia
Mario Ceravolo, di Giuseppe e Gagliardi Maria Rosaria, è nato a Chiaravalle Centrale (Catanzaro) il 23 maggio 1895. Compie gli studi secondari presso il rinomato Istituto “Filangieri“ di Vibo Valentia. Si laurea nel 1920, in Medicina e Chirurgia, presso l'Università di Napoli, con il massimo dei voti, la lode e la pubblicazione della tesi. Diviene in seguito assistente del Prof. Giuseppe Moscati (Oggi San Giuseppe Moscati) e del Prof. Cardarelli. Partecipa quale ufficiale di sanità, anche se non ancora laureato, alla fase finale della prima guerra mondiale, sul fronte Piave, meritandosi la croce di guerra “[…]Per avere assistito valorosamente i feriti nel corpo e nello spirito”. Nell'agosto del 1926 sposa Bettina Rauty, Chiaravallese che gli sta accanto per tutta la vita, sostenendolo in tutti modi ed in tutte le sue innumerevoli attività: professionali, imprenditoriali, sociali e assistenziali. I due hanno una figlia, Maria.
Eletto Deputato al Parlamento Italiano nel 1948 e nelle successive due Legislature (1948 – 1953 - 1958) emerge come figura di spicco unanimemente riconosciuta ed apprezzata. Nelle numerose battaglie svolte in Parlamento fu sempre attento ai bisogni della Calabria. I suoi interventi manifestarono capacità di intuizione ed interpretazione per i problemi del popolo meridionale. Nel campo della scienza, attraverso conferenze, scritti, saggi, iniziative di carattere scientifico e culturale, contribuì in modo determinante affinché il settore sanitario avesse una collocazione primaria nei programmi dello stato e nella coscienza dei cittadini. Non dimenticò mai la sua origine, i suoi natali, la sua terra, a testimonianza di una vita condotta con forza e con tenacia, radicata nell'umiltà e nella modestia, dove l'angoscia delle genti di Calabria a cui la storia ha riservato esperienze di triste e lunga sofferenza, si unisce alla fierezza di gloriose tradizioni e alla speranza di riscatto lungo la strada dell'ordine democratico e dell'ordine sociale. Nel 1949 è tra i promotori per l'istituzione del Ministero di Igiene e Sanità, della Repubblica italiana. Nel 1951 fonda l'Accademia Internazionale medica (A.I.M.) e il 2 gennaio 1956 viene insignito promotore dell'unificazione del diritto sanitario. Innumerevoli sono gli attestati rilasciati dall'Università di Roma per i suoi studi per la diagnostica e terapia delle malattie nervose, malattie interne. Dopo una specializzazione in Igiene conseguita il 21 luglio 1921 presso la Regia Università di Napoli, svolge, per 40 anni, le funzioni di ufficiale sanitario nella provincia di Catanzaro (1928 – 1968), classificandosi al primo posto del concorso.
Muore a 78 anni a Roma, il 24 maggio del 1973. I funerali si svolgono a Chiaravalle Centrale e le sue spoglie, nel rispetto delle sue volontà, riposano nella cappella di famiglia, da lui resa monumentale, nel cimitero del suo paese natio, con la tomba rivolta verso quella collina dove esiste ancora la struttura della sua vita: il “Sanatorio S. Giovanni Bosco”, oggi casa di Riposo per anziani "Domus Aurea" di proprietà dell'Avvocato Domenico De Santis.

## Vita professionale
Laureato in Medicina e Chirurgia, nel 1920- Specializzato in Diagnostica e Malattie Nervose nel 1921 – Tisiologo – Ufficiale Sanitario dal 192.
Occupa il posto lasciato da Antonio Anile, nell'Istituto di anatomia umana normale, nell'Università di Napoli, dove dal
prof. Riccardo Versaci è incaricato all'insegnamento dei corsi complementari. Nel 1930, impianta a sue spese, in
Chiaravalle Centrale, il primo ospedale sanatoriale della Calabria, il “ San Giovanni Bosco”, con capienza di oltre 200
posti letto – Successivamente realizza un reparto specializzato per il ricovero degli alienati tubercolotici, unico del
genere nell'intera Italia meridionale – A lui sono ascritti i migliori sistemi di cura della tubercolosi messi a punto nel
suo sanatorio specializzato di Chiaravalle Centrale, che gli permettono tra l'altro di relazionarsi con le più alte figure
europee operanti nel settore. – Nel 1951 è stato eletto presidente dell'Accademia Medica Internazionale -Come
scienziato e figura di chiara fama internazionale, ebbe il piacere di confrontarsi con diversi luminari della medicina,
come Fleming, famoso scopritore delle proprietà antibiotiche delle muffe della penicillina. Come medico, non dimenticò i suoi colleghi più anziani tant'è che come Presidente del Comitato Nazionale per le Opere di Duno, provvide, anche con un consistente contributo personale, alla costruzione della casa per il Medico, della stessa Duno.
Forte di tali e tante esperienze fondò l'Istituto Sanitario Internazionale e nel 1962, il Ministro della Sanità gli conferì lamedaglia di oro al merito della sanità pubblica. Ovviamente non dimenticò mai, né trascurò la terra di Calabria:oltre
che ufficiale sanitario per ben 40 anni, fu presidente emerito dell'Ordine dei Medici della provincia di Catanzaro che gli
conferì la "Medaglia di Oro" per l'opera intelligente e coraggiosa svolta a favore della categoria in 40 anni di attività
professionale. Per tali e tanti altri meriti, come quello di avere offerto tantissime occasioni di lavoro a tanta gente nel
suo sanatorio e nelle aziende ad esso collegate, come ad esempio le tante aziende agricole per la produzione del
necessario per lo stesso sanatorio, l'Hotel delle Serre, unico albergo all'epoca nel raggio di 40 chilometri, il cinema
teatro Impero, la Scic azienda della ceramica, era definito pubblicamente “ Cavaliere Ufficiale,” o più semplicemente
l'onorevole- Vince il premio “ Pagliani ” bandito dall'Università di Torino, per speciali benemerenze nel campo
dell'Ingegneria sanitaria. Vince il Premio nazionale bandito dalla federazione nazionale antitubercolare di Roma con la
pubblicazione "La lotta Antitubercolare in Calabria".
Ha presieduto la mostra della sanità mondiale, a cui egli dedicò le migliori energie, dimostrando in umiltà e modestia,
la sua profonda capacità organizzativa e scientifica. Ha preso parte del Comitato Italiano delle O.N.G. presso le Nazioni
Unite e gli Istituti specializzati dell'ONU – Ha fondato l'Istituto Sanitario Internazionale.

## Carriera politica
Eletto nel 1944 membro del Comitato Provinciale della Democrazia Cristiana di Catanzaro – Inizia da qui una rapida
ascesa politica ed Il 18 aprile 1948, viene eletto Deputato al Parlamento italiano ( Circoscrizione di Catanzaro XXVII
per la Calabria) –
Sarà rieletto successivamente nel 1953 e nel 1958. Iscritto al gruppo parlamentare della D.C. è assegnato alla
commissione LL.PP. dal 15 giugno 1948 al 1º luglio 1949 ed alla Commissione Lavoro e Previdenza Sociale- Dal 1°
luglio 1949 a fine legislatura. In Commissione LL.PP. Partecipa attivamente alla stesura della legge 589/49, a favore
degli Enti Locali ed alla sua successiva applicazione con particolare riferimento alla realizzazione di tantissime opere
essenziali specialmente nei comuni della Calabria, quali, cimiteri, strade, acquedotti, fognature, edifici scolastici – Nella
Commissione di Previdenza si occupa delle malattie professionali, del lavoro, del ricovero dei lebrosi dell'assistenza
post sanitaria ai tubercolotici, assistenza alle donne lavoratrici madri, alla preparazione dei prodotti farmaceutici- Si
è battuto per fare estendere la mutua ai coltivatori diretti, ai commercianti ed a tutti i lavoratori .Fu promotore per
l'Impianto di vari ospedali e tra questi gli ospedali psichiatrici (1949 p.n° 18407) dei concorsi per medici condotti, per
ufficiali sanitari – Opera numerosi interventi in Commissione ed in Aula per l'approvazione della legge sui concorsi
ospedalieri. Nel 1949 propone il Ministero dell'Igiene e Sanità . ( Ved. Atti pubblicati con il titolo Sanità Pubblica
elementi di riforma ed. Pensiero medico)-
Nel 1951 fonda l'Accademia Internazionale Medica, ne rimane presidente tutta la vita e si rende tra
l'altro promotore dell'unificazione del diritto sanitario, con riconoscimento solenne avvenuto in Roma il 2 gennaio
1956.
Apprezzati sono anche i suoi interventi in campo sociale, culturale e religioso, con tangibili e quotidiani interventi a favore di chi si rivolge a lui per aiuti di qualsiasi genere, confermando giorno per giorno gli intenti e gli slanci giovanili, specialmente in soccorso delle sue genti e dei sempre amati luoghi natii. - Al riguardo si può ricordare che ha voluto fortemente ed organizzato il primo congresso mariano dell'Italia meridionale, dal 21 al 28 maggio 1944, a Chiaravalle Centrale, al quale hanno partecipato oratori di ogni parte dell'Italia meridionale e, tra questi, il noto professor Scaramella dell'Università di Napoli. Per l'occasione fu inaugurata nella chiesa del convento dei Padri Cappuccini una suggestiva grotta dedicata alla Madonna di Lourdes, costruita a devozione dello stesso Mario Ceravolo, realizzata da maestranze ed artisti di fama fatti arrivare addirittura anche dal Veneto. La stessa locandina stampata per l'occasione contiene un inno ai congressisti dello stesso Ceravolo e del vescovo Fiorentini. - Si distingue per la sua attività scientifica e letteraria, con pubblicazioni sociali, conferenze e libri in versi. Tra questi va ricordata la Tragedia, scritta nel 1938, il cui adattamento teatrale riscuote enormi successi, tanto da essere più volte adattata e trasmessa anche radiofonicamente dalla radio vaticana, con Silvio Noto nella parte di Giuda.

## Opere
L'ultima pubblicazione Nuovi Riverberi, presentata dal professor Nicola Pende, che si compiace di proporre ai lettori un poeta la cui espressione è quella di un uomo che: "...Sa vivere, convivere e sopravvivere."
- La Tragedia, Chiaravalle Centrale 1938 – Proposta nello stesso anno a Chiaravalle con intera realizzazione dal vivo in un ampio scenario – Adattamento radiofonico
- FEDE, SCIENZA E POLITICA, Pisa 1955, raccolta di conferenze – VOCI DI PIETÀ E CLAMORI DI GUERRA VII Campagna
- antitubercolare, maggio 1937- CONGRESSO MARIANO maggio 1944 - SCIENZA E MIRACOLO 18 marzo 1945,
- Catanzaro. MADRE E FANCIULLO, 1949 Catanzaro (Radiotrasmessa per la giornata della madre)La CASTITÀ DEI GIOVANI – DEMOCRAZIA E FRANCESCANESIMO, Palmi 1953
- L'INFERMIERA MILITANTE, Rivista italiana di igiene, giornata mondiale della sanità 1954 – DALLE FESTE DIONISIACHE ALLA SAGRA DELL'UVA, Catanzaro 16 ottobre 1955
- NUOVI RIVERBERI – (Versi) I^ Edizione II^ edizione Pellegrini Cosenza 1969 (Scene di vita vissuta, motivi ed episodi che turbano, sorridono e piangono) - VENTO